# 미야자키역
미야자키역(일본어: 宮崎駅)은 일본 미야자키현 미야자키시에 있는 규슈 여객철도의 역이다. 미야자키 현청 소재지인 미야자키 시의 대표역이다. 선로 명칭상엔 닛포 본선 소속이며, 닛포 본선 미나미미야자키역을 기점으로 하는 니치난 선 열차의 약 반 정도, 니치난 선 다요시 역을 기점으로 하는 미야자키쿠코 선 열차의 대부분이 상호 운행되고 있다. 닛포 본선과 니치난 선 · 미야자키쿠코 선과의 실질적인 접속역의 기능도 가지고 있으며, 섬식 승강장 2면 4선의 구조를 지닌 고가역이다.

## 타는 곳
| 1 | ■ 닛포 본선       | (상행) | 휴가시 · 노베오카 · 오이타 · 고쿠라 · 하카타 방면 |
| 1 | ■ 니치난 선       |        | 니치난 · 시부시 방면                              |
| 2 | ■ 닛포 본선       | (하행) | 쓰노 · 가고시마 중앙 방면                         |
| 2 | ■ 닛포 본선       | (상행) | 휴가시 · 노베오카 방면                            |
| 2 | ■ 니치난 선       |        | 니치난 · 시부시 방면                              |
| 3 | ■ 닛포 본선       | (하행) | 쓰노 · 가고시마 중앙 방면                         |
| 3 | ■ 니치난 선       |        | 니치난 · 시부시 방면                              |
| 4 | ■ 닛포 본선       | (하행) | 쓰노 · 가고시마 중앙 방면                         |
| 4 | ■ 미야자키쿠코 선 |        | 미야자키쿠코 방면                                 |
| 4 | ■ 니치난 선       |        | 니치난 · 시부시 방면                              |

## 이용 현황
| 연도     | 하루 평균 승차 인원 | 연도     | 하루 평균 승차 인원 |
| 1999년도 | 5,316               | 2005년도 | 4,822               |
| 2000년도 | 5,263               | 2006년도 | 4,686               |
| 2001년도 | 4,952               | 2007년도 | 4,564               |
| 2002년도 | 4,624               | 2008년도 | 4,565               |
| 2003년도 | 4,657               | 2009년도 | 4,401               |
| 2004년도 | 4,745               |          |                     |
| -------- | ------------------- | -------- | ------------------- |

## 역 주변

### 공공기관 및 시설
- 미야자키 현청
- 미야자키 시청
- 미야자키 과학 기술관
- 미야자키 현영 구장
- 미야자키 현영 종합 그라운드
- 미야자키 현 체육관
- 미야자키 후생 연금회관
- 미야자키 시 종합 체육관

### 금융기관
- 미야자키 은행 본점
- 미야자키 타이요 은행 본점
- 유초 은행 미야자키 점
- 가고시마 은행 · 미나미닛폰 은행 · 오이타 은행 · 히고 은행 · 후쿠오카 은행 · 니시닛폰 시티 은행 미야자키 지점

### 교통
- 국도 제10호선
- 국도 제220호선

### 상업 시설
- 이온 몰 미야자키
- 애니메이트 미야자키

### 숙박 시설
- JR 규슈 호텔 미야자키
- 리치몬드 호텔 미야자키에키마에
- 호텔 에어라인
- 호텔 켄싱턴 미야자키
- 호텔 그랜드 미야자키
- 호텔 JAL 시티 미야자키

### 그 외
- 미야자키 니치니치 신문

## 인접 정차역
| 닛포 본선                   | 닛포 본선                        | 닛포 본선                        |
| --------------------------- | -------------------------------- | -------------------------------- |
| 미야자키진구 고쿠라 방면    | ■ 닛포 본선                      | 미나미미야자키 가고시마추오 방면 |
| 니치난 선 · 미야자키쿠코 선 |                                  |                                  |
| 시·종착역                   | ■ 쾌속 '니치난 마린 호' · ■ 보통 | 미나미미야자키 시부시 방면       |